# Associação dos Inválidos do Comércio
A Associação Inválidos do Comércio MH M é uma I.P.S.S. - Instituição Particular de Solidariedade Social, fundada em 1929, por um grupo de homens ligados à profissão comercial, com objectivos idealistas e altruístas.
A acção de Inválidos do Comércio desenvolve-se em regime residencial, num estabelecimento próprio, na cidade de Lisboa, freguesia do Lumiar, denominado Casa de Repouso Alexandre Ferreira. Este estabelecimento encontra-se implantado numa quinta com cerca de 70.000m².
Na actualidade, ali vivem cerca de 400 idosos em equipamentos de diversas valências. Alguns são novos, como a ala residencial "José Manuel Dias", um dedicado Director da Instituição já desaparecido.
A associação dispõe também, de uma outra área de razoáveis dimensões, na Rua Possidónio da Silva, em Lisboa, transitoriamente desactivada e em via de recuperação.

## Ligações à Maçonaria
Está desde a sua criação ligada à Maçonaria 

## Irregularidades
Esta instituição encontra-se alvo de uma investigação por parte do DIAP devido a irregularidades num processo de ajuste directo a uma empresa do genro do Presidente Vítor Damião Vozone 